# Timmy Smith
Timmy Smith (Hobbs, 21 de janeiro de 1964) é um ex-jogador profissional de futebol americano estadunidense. Ele foi campeão da temporada de 1987 da National Football League jogando pelo Washington Redskins.